# Cầy mangut mảnh Somalia
Galerella ochracea là một loài động vật có vú trong họ Cầy mangut, bộ Ăn thịt. Loài này được J. E. Gray mô tả năm 1848.
Là loài đặc hữu của Somalia. Đây là một loài ăn thịt có kích thước nhỏ đến trung bình, cân nặng trung bình khoảng 0,6 kg.

## Hình ảnh

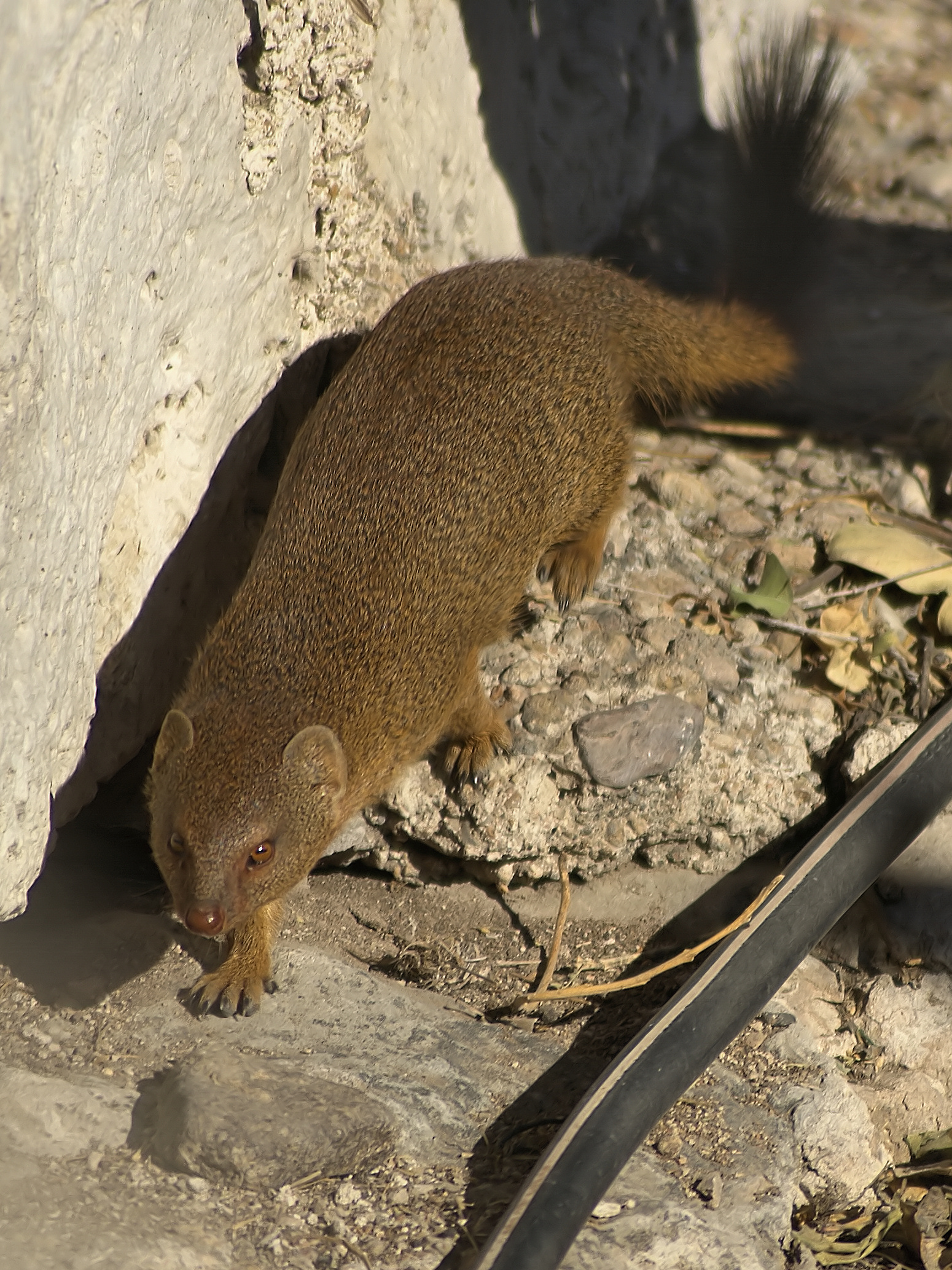
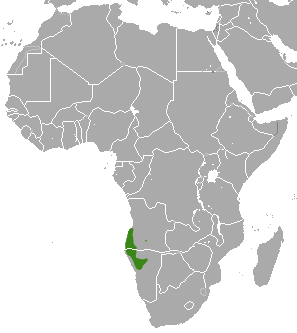
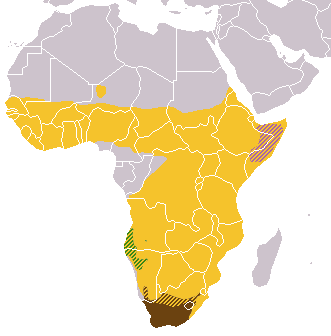